# Aurora (Ceará)
Pour les articles homonymes, voir Aurora.
Aurora est une municipalité brésilienne de l'État du Ceará.